# Giulio Iasolino

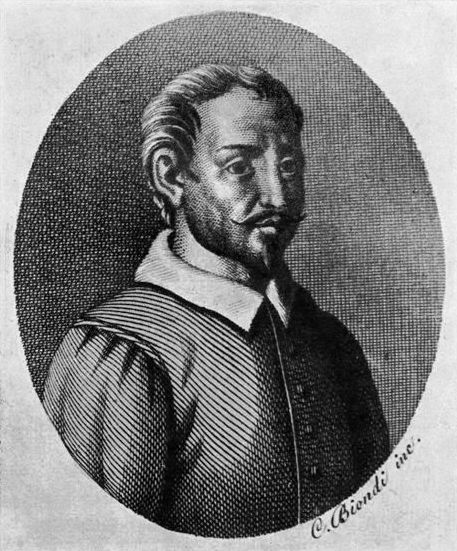
Giulio Iasolino

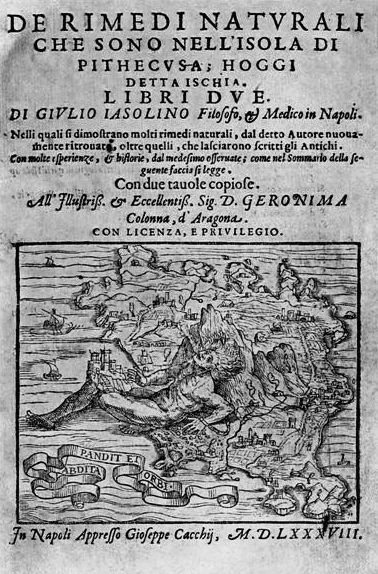
De'Rimedi, met op het eerste blad een illustratie van Ischia.

Giulio Iasolino (Vibo Valentia, 1538 – Napels, 1622) was een Italiaans arts, hoogleraar in de anatomie en beheerder van thermale baden op het eiland Ischia nabij Napels.

## Levensloop
Iasolino groeide op in Calabrië, meer bepaald in de stad Vibo Valentia. Zuid-Italië behoorde destijds tot het koninkrijk Napels dat deel uitmaakte van het Spaanse Rijk. Hij studeerde medicijnen aan de universiteit van Messina op Sicilië en nadien aan de universiteit van Napels. In Sicilië bekwaamde hij zich in de anatomie bij Gianfilippo Ingrassia (1510-1580), professor in de anatomie. Nadien in Napels had hij een medische praktijk in het Ospedale degli Incurabili. Hij bekleedde bovendien de leerstoel anatomie in Napels.
Iasolino legde zich toe op de studie van thermale baden. De spa was voor hem een belangrijk type van behandeling. Hij kocht en baatte kuurbaden op het eiland Ischia, vlak voor de kust van Napels. Het eiland kende al in de Romeinse Tijd kuurbaden doch Iasolino blies het kuuroord nieuw leven in. Hiermee trok hij gefortuneerde patiënten aan. Na de genezing van de Theatijn Andreas Avellinus en na de publicatie van zijn boek De’ Rimedi kende zijn kuuroord succes. Iasolino bezocht zijn patiënten op het eiland enkele keren per jaar.
Hij stierf in Napels in 1622. Een straat in Ischia is naar hem vernoemd.

## Werken
- Questiones anatomicae et osteologia parva
- De acqua in pericardio
- De poris coledochis et vesica fellea.

Dit zijn drie publicaties van Iasolino in het domein van de anatomie.
- De’ Rimedi of voluit De’ Rimedi Naturali che sono nell’isola di Pithecusa oggi detta Ischia (1588, 1e editie).

In dit werk gaf hij een topografie van het eiland Ischia, alsook de soorten bronnen die er te vinden waren. Hij beschreef ook de verschillende soorten water in de baden, zodat hij aanbevelingen gaf naargelang het soort aandoening waaraan de patiënt leed. Hij stelde zich voor in het boek als medicus-hydroloog of medisch waterdeskundige; observaties bij zijn eigen patiënten beschreef hij eveneens.